# Le Passage (Isère)
Le Passage is een gemeente in het Franse departement Isère (regio Auvergne-Rhône-Alpes). De plaats maakt deel uit van het arrondissement La Tour-du-Pin. Le Passage telde op 1 januari 2022 972 inwoners. 

## Geografie
De oppervlakte van Le Passage bedroeg op 1 januari 2022 6,68 vierkante kilometer; de bevolkingsdichtheid was toen 145,5 inwoners per km².

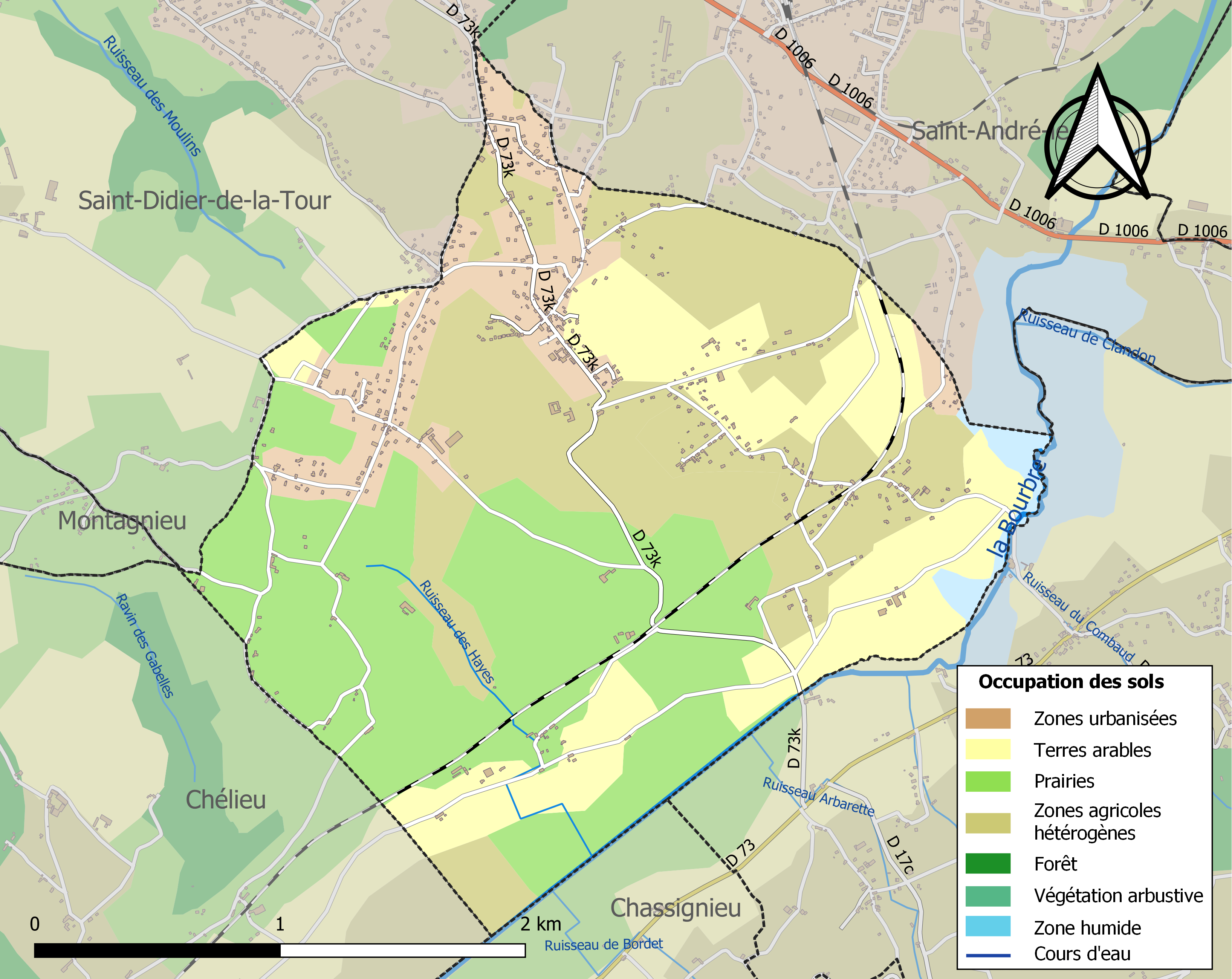
Kaart van de gemeente met de belangrijkste infrastructuur, bodemgebruik en omliggende gemeenten

## Demografie
Onderstaande figuur toont het verloop van het inwonertal (bron: INSEE-tellingen).